# Leopoldinenstiftung

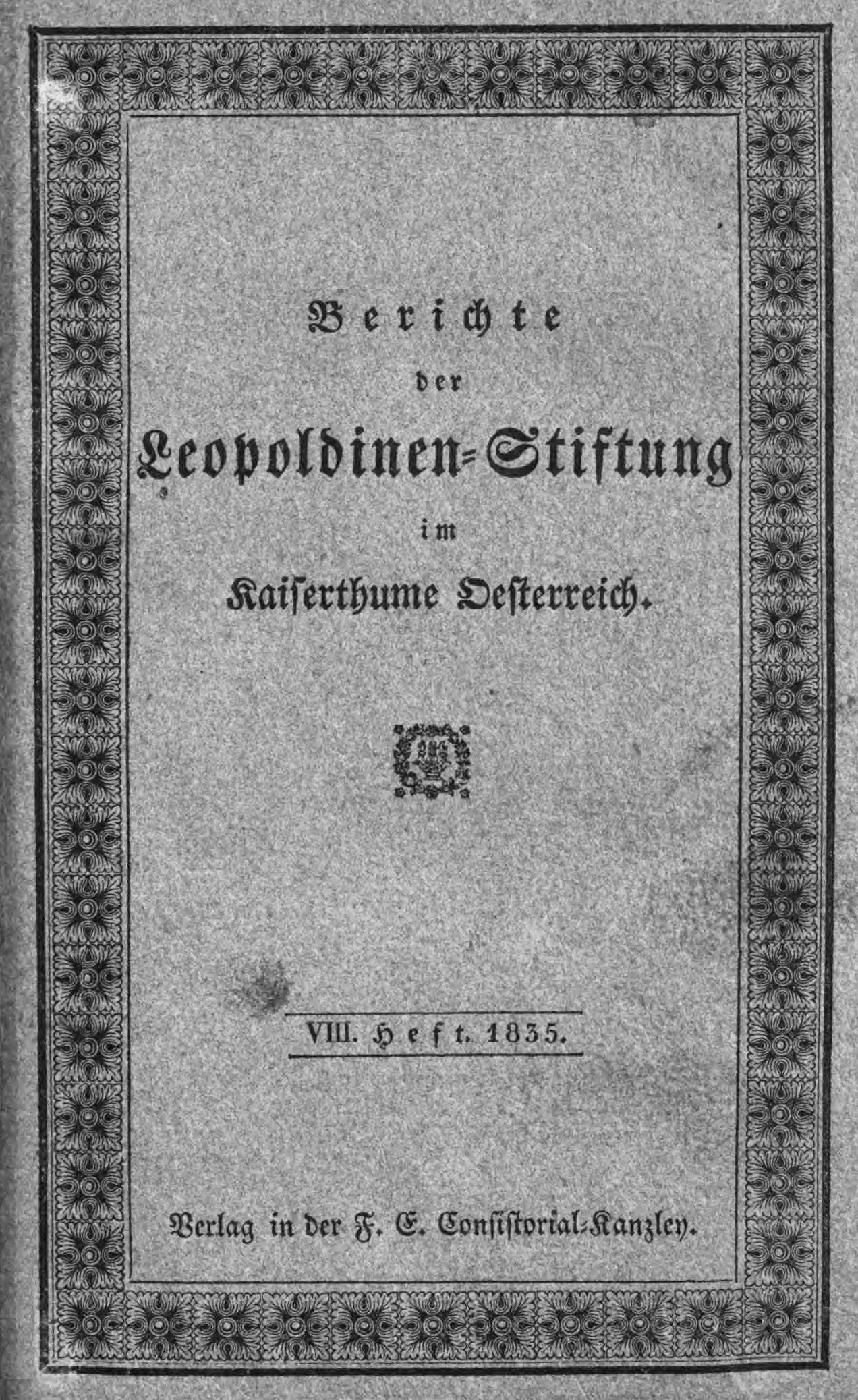
Berichte der Leopoldinen-Stiftung im Kaiserthume Oesterreich, Heft 8, 1835

Die Leopoldinenstiftung für das Kaiserreich Österreich zur Unterstützung der amerikanischen Missionen (auch: Leopoldinen-Missionsverein oder Leopoldinen-Stiftung) war ein Missionsverein, der Geld und Sachspenden für die katholische Kirche Nordamerikas sammelte.

## Geschichte
Anstoß zur Gründung des Vereins bzw. der Stiftung gab der hannoverschen Missionar Friedrich Reese (1791–1871), Generalvikar von Cincinnati, der bei einem Aufenthalt in Wien den kläglichen Zustand der katholischen Missionen in Amerika beklagt hatte. Dies veranlasste Kaiser Franz I., den am 13. Mai 1829 in Wien konstituierten Verein zu genehmigen. Vereinszweck war es, die Missions-Angelegenheiten in den weiten Ländern von Nord-Amerika zu unterstützen und zu befördern. Benannt wurde die Stiftung im Andenken an die in Amerika verstorbene Erzherzogin Leopoldine (1797–1826), Tochter von Kaiser Franz I., die im Jahr 1817 Dom Pietro I. von Portugal geheiratet hatte und Kaiserin von Brasilien geworden war. Oberste Sachwalter der Stiftung wurden Rudolph von Österreich, Fürsterzbischof von Olmütz, sowie, als Stellvertreter, Fürsterzbischof Leopold Maximilian (1766–1831). Der Sitz des Vereins befand sich im zweiten Stock des Dominikanerklosters in der Postgasse, Wien-Innere Stadt. Der wöchentliche Vereinsbeitrag betrug anfangs einen Kreuzer Konventionsmünze.
Die Ziele des Vereins waren:
- Begründung und Erhaltung von Priesterseminarien
- Gründung von Klöstern zur Seelsorge an weiblichen Jugendlichen
- Errichtung von katholischen Schulen
- Kirchenbau
- Aussendung von Missionspriestern zu Katholiken in dünn besiedelten Gegenden

Der „älteste deutsche Missionsverein“ gab von 1831 bis 1914 die Berichte der Leopoldinen-Stiftung im Kaiserthume Oesterreich, zur Unterstützung der katholischen Missionen in Amerika heraus und trug zum Bau von mehr als 400 Kirchen in Nordamerika bei. Die Zeitschrift war auch ein Forum, um Rechenschaft abzulegen über die eingegangenen und verausgabten Spenden. Mit dem Ende der Donaumonarchie erlosch die Tätigkeit des Vereins im Jahr 1917 und ging im Werk der Glaubensverbreitung der Päpstlichen Missionswerke auf.
Es gab Niederlassungen vom Verein in vielen österreichischen Städten. Die Leopoldinenstiftung hat in erster Linie finanzielle Unterstützung gewährleistet. Besonders die Gesellschaft Jesu und der Redemptoristenorden arbeiteten mit dem Verein eng zusammen. President des Leopoldinenvereins war der jeweilige Erzbischof von Wien.